# Иващенково (Сумская область)
Иващенково (укр. Іващенкове) — село, Берёзовская сельская община, Шосткинский район, Сумская область, Украина.
Код КОАТУУ — 5921583001. Население по переписи 2001 года составляло 224 человека.

## Географическое положение
Село Иващенково находится на расстоянии в 1,5 км от левого берега реки Шостка. На расстоянии в 2 км расположено село Шакутовщина. Село окружено лесным массивом (дуб, сосна). Рядом проходит автомобильная дорога Т-1915.

## История
- Село Иващенково известно с XX века.
- Раньше село входило в Глуховский район.
- В 2006 году был создан первый детский дом семейного типа.

## Объекты социальной сферы

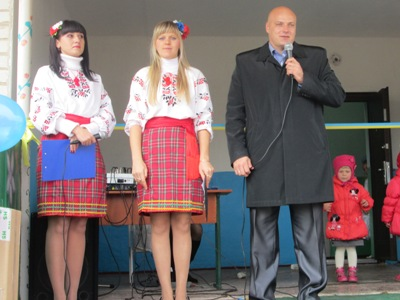
Открытые детского сада «Колобок»

- Школа І-ІІ ст.
- ДНЗ «Колобок».
- Сельский дом культуры.

## Деятельность дома культуры
Открытие обновленного дома культуры произошло 8 марта 2010 года. Ежегодно в данном объекте социальной сферы проводится множество мероприятий, посвящённых разным праздникам, датам и событиям. Творчество участников самодеятельности точится не только в стенах данного объекта культуры, а и на районных, а также областных конкурсах и фестивалях.

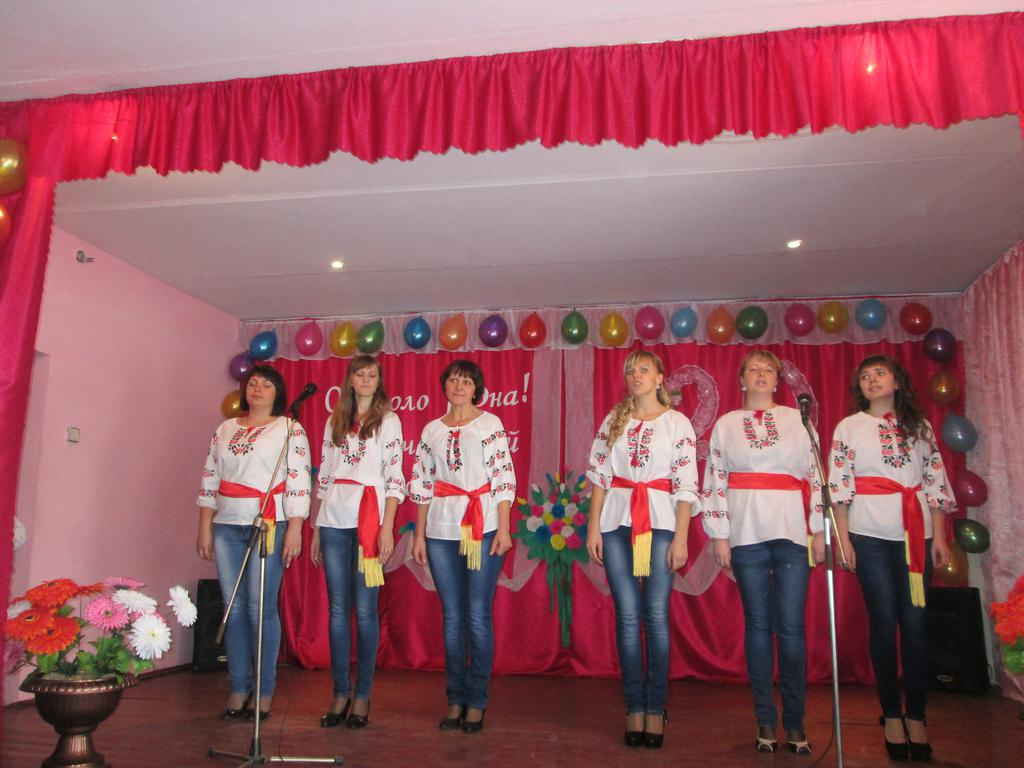
Мероприятие посвященное 20-летию школы